# Empty Places
 (juillet 2025).
Pour plus de détails, voir Fiche technique et Distribution.
Empty Places est un film d'animation de court métrage français réalisé par Geoffroy de Crécy et sorti en 2019.

## Fiche technique
- Titre original : Empty Places
- Réalisation : Geoffroy de Crécy
- Scénario : Geoffroy de Crécy
- Décors :
- Costumes :
- Animation : Geoffroy de Crécy et Arnaud de Mullenheim
- Photographie :
- Montage :
- Musique :
- Son : Baptiste Boucher - Fabien Devillers (Piste Rouge)
- Producteur : Nicolas Schmerkin
- Sociétés de production : Autour de minuit
- Société de distribution : Autour de minuit
- Pays d'origine :  France
- Langue originale : muet
- Format : couleur
- Genre : Animation
- Durée : 8 minutes et 30 secondes
- Dates de sortie :
  - France : 15 juin 2020 (Annecy 2020)

## Distinctions
- 2020 : Prix Festivals Connexion du festival international du film d'animation d'Annecy
- 2020 : Best Animation, Bolton International Festival.
- 2020 : mention spéciale, Animario Madrid.
- 2021 : Grand prix, Anima Bruxelles.
- 2021 : Audience Award, Vienna short.
- 2022 : Nomination pour le César du court-métrage d'animation.